# Beerenauslese
 (février 2023).
Si vous disposez d'ouvrages ou d'articles de référence ou si vous connaissez des sites web de qualité traitant du thème abordé ici, merci de compléter l'article en donnant les références utiles à sa vérifiabilité et en les liant à la section « Notes et références ».

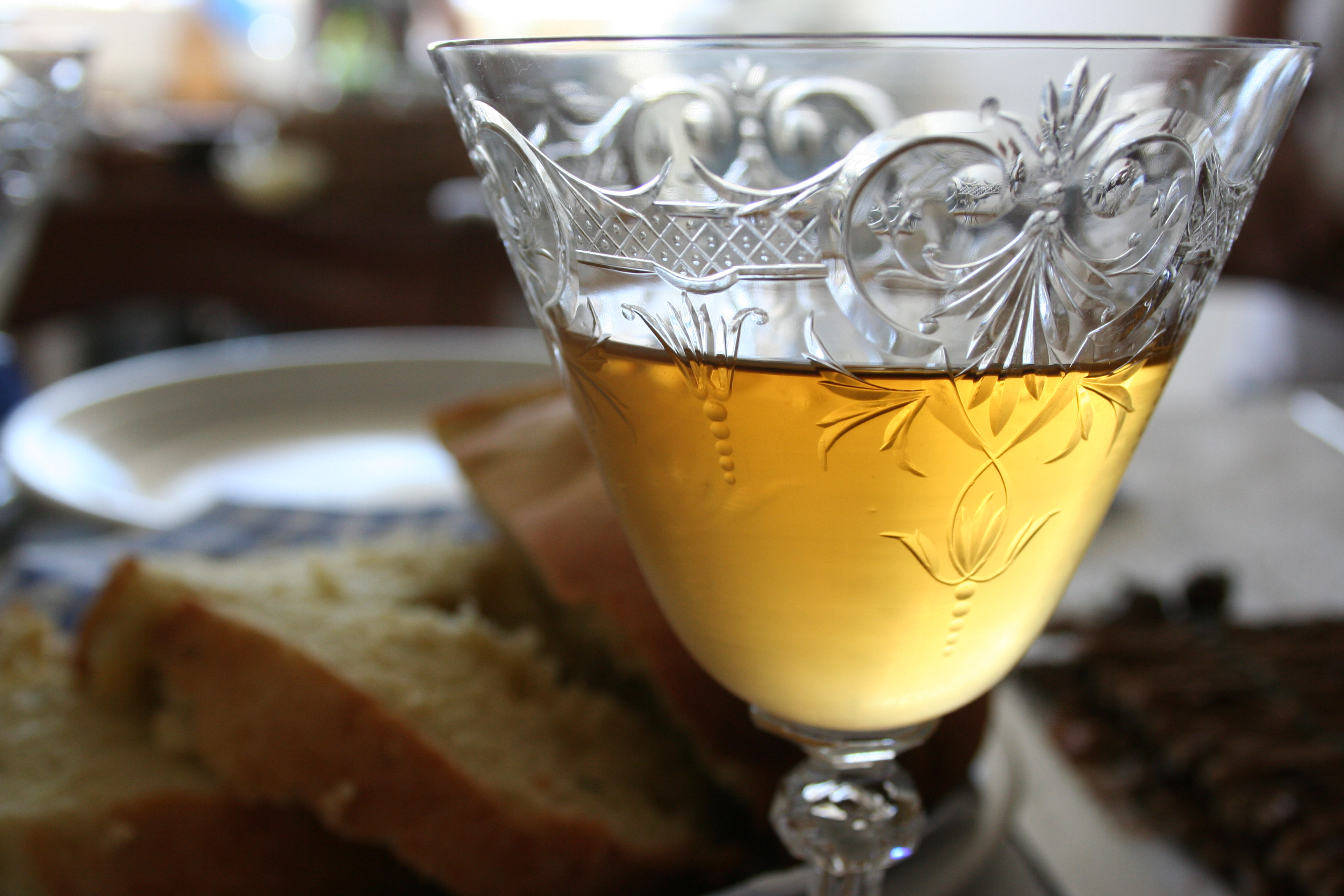
Verre de Beerenauslese.

Le Beerenauslese, BA est un vin blanc liquoreux de très grande qualité produit en Allemagne et en Autriche qui s'apparente à la sélection de grains nobles. Littéralement, il peut se traduire par récolte sélective (Auslese) de baies (Beeren).
Il s'agit d'un vin produit à partir de raisins particulièrement desséchés et cueillis grain par grain. On laisse les baies se déshydrater sous l'action du champignon microscopique Botrytis cinerea (pourriture noble), comme dans le Sauternais, ce qui a pour effet de concentrer les autres constituants. Ces raisins ne se récoltent que lorsque les conditions climatiques permettent le développement du Botrytis cinerea et ne produisent qu'une quantité très faible d'un vin très doux.
Les vins les plus réputés sont ceux produits avec les cépages riesling ou scheurebe. D'autres cépages, comme l'ortega et le huxelrebe, peuvent être utilisés mais les vins issus de ces cépages sont généralement considérés comme moins élégants.
La densité minimale du moût est fixée entre 110 º Oechsle et 128 º Oechsle selon les réglementations régionales.
De même que les sauternes, ce vin se déguste entre 6 et 9 °C.